# Визнання недійсності церковного шлюбу (розвінчання)
Визнання недійсності церковного шлюбу  - винятковий церковний процес, який не є розлученням в класичному розумінні, а є по суті церковною констатацією порушення або неможливості подальшого збереження подружжям шлюбу, як вічного союзу чоловіка і жінки. Тобто такий шлюб ще до обряду визнання не дійсності гріховно припинив своє існування і вже навіть якщо обряду не буде, шлюб в жодній фактичній формі існувати не буде. Це означає що чоловік і жінка вже в будь-якому разі не будуть жити разом, подружнім життям.
Церковне розлучення це великий виняток що робиться для того,  щоб людина не жила в блуді. Це є ікономією, тобто поблажливим відношенням до особистостей і опущення деяких канонів задля її
користі, спасіння. Розірвання церковного шлюбу є загалом аналогічним у більшості християнських конфесій. В народній уяві закріпилася дуже живуча, але по суті помилкова назва "розвінчання".
Церква ставиться до процедури розлучення різко негативно, а поняття «розвінчання», взагалі офіційно відсутнє. Згідно церковних канонів розвінчати абсолютно неможливо, можна тільки зняти церковне благословення шлюбу тобто фактично визнати такий шлюб не дійсним що в більшості випадків не скасовує гріховності припинення шлюбу. Все рівно церковний шлюб залишає тяжкі духовні наслідки для людини, особливо якщо вона винна у розлученні.
Серед головних причин руйнування  шлюбу, визнаних церковними конфесіями є подружня зрада одного з подружжя відносно до іншого. Як правило фізична подружня зрада, яку вдасться довести церковному архієрею. Потрібні вагомі докази зради, чутки та додумування не розглядаються. Розірвати церковний шлюб можуть і в разі, якщо один з подружжя зник безвісти на термін більше 5 років, а також відбуває покарання у місцях позбавлення волі. Зазвичай поважною причиною розлучення визнається також, якщо один з учасників подружнього союзу став божевільним  відійшов від церкви, змінивши віру або ставши сектантом.
Як правило, мова про так зване «розвінчання» заходить тоді, коли один з подружжя сім'ї, що розпалася, виявляє бажання пов'язати себе узами нового шлюбу і отримати боже благословення в церкві, тобто повторно вінчатися. У цьому випадку він подає прохання в єпархіальне управління за місцем проживання, куди також надає необхідні для розгляду документи: свідоцтво про колишнє вінчання, про укладання першого цивільного шлюбу і про громадянське розлучення; можливо, документи, що вказують на причини розлучення (медичні та інші довідки), і документ про нинішній цивільний шлюб. Церковне розлучення вважається таким, що відбулось, коли правлячий архієрей визнає колишній шлюб «безблагодатним».